# Girabola 1979
Der Girabola 1979 war die erste Saison des Girabola, der höchsten landesweiten Spielklasse im Fußball in Angola nach der Unabhängigkeit des Landes von Portugal 1975. 

## Vorgeschichte
In der letzten Meisterschaft in Angola unter portugiesischer Kolonialverwaltung 1975 war der CR Caála aus Nova Lisboa (heute Huambo) Spitzenreiter, als der Spielbetrieb nach 12 Spieltagen abgebrochen werden musste. Grund war der ausgebrochene Bürgerkrieg in Angola (1975–2002). So blieb Ferrovia Sport Clube de Nova Lisboa, ebenfalls aus Nova Lisboa, der letzte angolanische Meister bis zur Unabhängigkeit Ende 1975.
1979 gründete sich der Fußballverband des jungen Landes, die Federação Angolana de Futebol (FAF). Sie organisierte nun die neue angolanische Landesmeisterschaft. Um einen regulären Ligabetrieb zu beginnen, trug die FAF zuerst ein Vorrundenturnier aus. Sie wählte dazu 24 Vereine aus allen damals 16 angolanischen Provinzen aus. So wurde zum einen der erste Meister des unabhängigen Angolas ausgespielt. Zum anderen qualifizierten sich am Ende die 14 besten Klubs so für den folgenden Girabola 1980, der die erste Saison im fortan regulären Ligabetrieb wurde.
Minguito, Stürmer des Vitória Atlético do Bié, erzielte am 8. Dezember 1979 in der 11. Minute im Spiel gegen Académica do Lobito das erste Tor des neuen Girabolas. Das Spiel endete 1:1 unentschieden.
Einige Vereine hatten im Zuge der antikolonialen Stimmung im Land ihre Bezeichnungen ändern müssen, da sie zu sehr an ihre portugiesische Vergangenheit erinnerten, insbesondere Filialvereine der Klubs Sporting Lissabon (port.: Sporting Clube de Portugal) und Benfica Lissabon (port.: Sport Lisboa e Benfica).

## Modus
An der Vorrunde zum Girabola 1979 nahmen 24 Mannschaften teil, die von der FAF aus allen Landesteilen ausgewählt wurden.
Sie traten in vier Gruppen gegeneinander an, die einen jeweiligen Gruppensieger ausspielten. Anschließend spielten im eigentlichen Girabola die vier Sieger in ausgelosten Halbfinals gegeneinander. Die beiden Gewinner spielten dann in einem Endspiel den Meister aus. Die 14 besten Teams qualifizierten sich zudem für die folgende Saison, den Girabola 1980.

### Vorrunde
| - 1º de Agosto, Luanda - M.C.H. do Uíge (heute CD Construtores do Uíge), Uíge - FC do Uíge, Uíge - Sagrada Esperança, Dundo - Luta SC de Cabinda, Cabinda - FC Mbanza Congo, M’banza Kongo - 14 de Abril - Académica do Lobito, Lobito - Palancas do Huambo, Huambo - Santa Rita Namibe, Namibe - Vitória do Bié, Kuito - Juventude do Kunje, Kunje |  | - Desportivo da Chela (heute wieder Benfica Lubango), Lubango - Diabos Negros, N’dalatando - Ferroviário da Huíla, Lubango - Makotas de Malanje, Malanje - Nacional de Benguela, Benguela - Sassamba da Lunda-Sul, Saurimo - Diabos Verdes (auch: Leões de Luanda, heute wieder Sporting Luanda), Luanda - Estrela Vermelha (heute wieder Sport Huambo e Benfica), Huambo - Ginásio do Kuando-Kubango, Ondjiva - Naval do Porto Amboim, Porto Amboim - TAAG (heute Atlético Sport Aviação), Luanda - Desportivo Xangongo do Cunene, Xangongo |

## Ergebnisse

### Qualifiziert
Für den Girabola 1980 qualifizierten sich die besten 14 Mannschaften der Vorrunde. Diese waren:
| - 1º de Agosto (Meister) - Nacional de Benguela - TAAG - Palancas do Huambo - Estrela Vermelha - FC do Uíge - CD Construtores do Uíge |  | - Académica do Lobito - Desportivo da Chela - Ferroviário da Huíla - Diabos Verdes - Santa Rita Namibe - Sassamba da Lunda-Sul - Sagrada Esperança |

### Halbfinale
- Nacional de Benguela besiegte Palancas do Huambo (Ergebnis nicht vermerkt)
- 1º de Agosto besiegte TAAG (Ergebnis nicht vermerkt)

### Finale
- 1º de Agosto - Nacional de Benguela 2:1